# NGC 512
NGC 512 je spirální galaxie v souhvězdí Andromedy. Její zdánlivá jasnost je 13,3m a úhlová velikost 1,6′ × 0,4′. Je vzdálená 223 milionů světelných let, průměr má 105 000 světelných let. Galaxii objevil 17. listopadu 1827 John Herschel, popsal ji jako "velmi slabou, velmi malou". Toto pozorování zařadil s Herschelovým popisem John Dreyer do katalogu NGC.